# Christian Rosencreuz

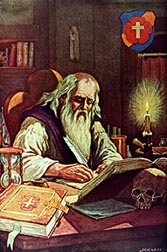
"Frater C.R.C." (Christian Rosencreuz) av J.A. Knapp.

Christian Rosencreuz är den mytiske grundaren av rosenkreuzarna. Rosencreutz uppges ha levat på 1400-talet , men anses vanligen vara en fiktion skapad av den tyske lutherske prästen Johann Valentin Andreæ (1586–1654).

## Bakgrund
Namnet förekommer första gången i Christian Rosencreutz alkemiska bröllop år 1459, som vanligtvis tillskrivs Andreæ. 
Två skrifter, Fama Fraternitatis (1614) och Confession oder bekandtnuss der societat und bruderschaft R. C. (1615) tryckta i Kassel, antas också vara författade av Andreæ. I skrifterna uppgavs en viss Christian Rosencreuz som stiftare av rosenkreuzorden, som då påstods vara 200 år gammal, och läsarna uppmanades att ansluta sig till orden.

## Myten
Christian Rosencreuz var en enligt myten kunskapstörstande yngling, som i sin ungdom reste jorden runt för att söka andlig kunskap. Han stannade länge i orienten, speciellt i arabvärlden som på den tiden var kunskapens mittpunkt. Han lärde sig mycket från sufier och läste många skrifter inom ämnet. Efter 15 år på resa blev han vid hemkomsten utskrattad för sina idéer. Han beslöt sig då att inte gå ut i allmänheten med sin lära, utan hålla den hemlig för andra än invigda.